# Hjemvendt
Hjemvendt er en kortfilm fra 2001 instrueret af Jonas Alexander Arnby. Han har skrevet manuskript med Jonas Parello-Plesner.

## Handling
En ung dansk mands flashback til Krigen i Ex-Jugoslavien, hvor han som udsendt FN-soldat, erindrer mødet mellem ham selv og en serbisk soldat midt på slagmarken.